# Fortaleza Esporte Clube
Fortaleza Esporte Clube (forkortet Fortaleza E.C., Fortaleza) er en fodboldklub beliggende i byen Fortaleza, delstaten Ceará i Brasilien.

## Ekstern kilde/henvisning
- Officiel hjemmeside for Fortaleza E.C. Arkiveret 21. maj 2017 hos  Wayback Machine

## Titler
Statslige
- Campeonato Cearense: (40) 1920, 1921, 1923, 1924, 1926, 1927, 1928, 1933, 1934, 1937, 1938, 1946, 1947, 1949, 1953, 1954, 1959, 1960, 1964, 1965, 1967, 1969, 1973, 1974, 1982, 1983, 1985, 1987, 1991, 1992*, 2000, 2001, 2003, 2004, 2005, 2007, 2008, 2009, 2010, 2015

1992' mesterskabet blev delt af 4 vindere.
| Fodbold | Spire Denne artikel om en fodboldklub er en spire som bør udbygges. Du er velkommen til at hjælpe Wikipedia ved at udvide den. |